# Samuel Kinkead
Samuel Marcus Kinkead (Johannesburg, 25 febbraio 1897 – Calshot, 12 marzo 1928) è stato un militare e aviatore sudafricano, asso dell'aviazione durante la prima guerra mondiale con 32 vittorie aeree, cui ne seguirono altre tre nel corso della guerra civile russa. Partecipò poi all'edizione della Coppa Schneider tenutasi a Venezia nel 1927, volando su un'idrocorsa Gloster IV.

## Biografia

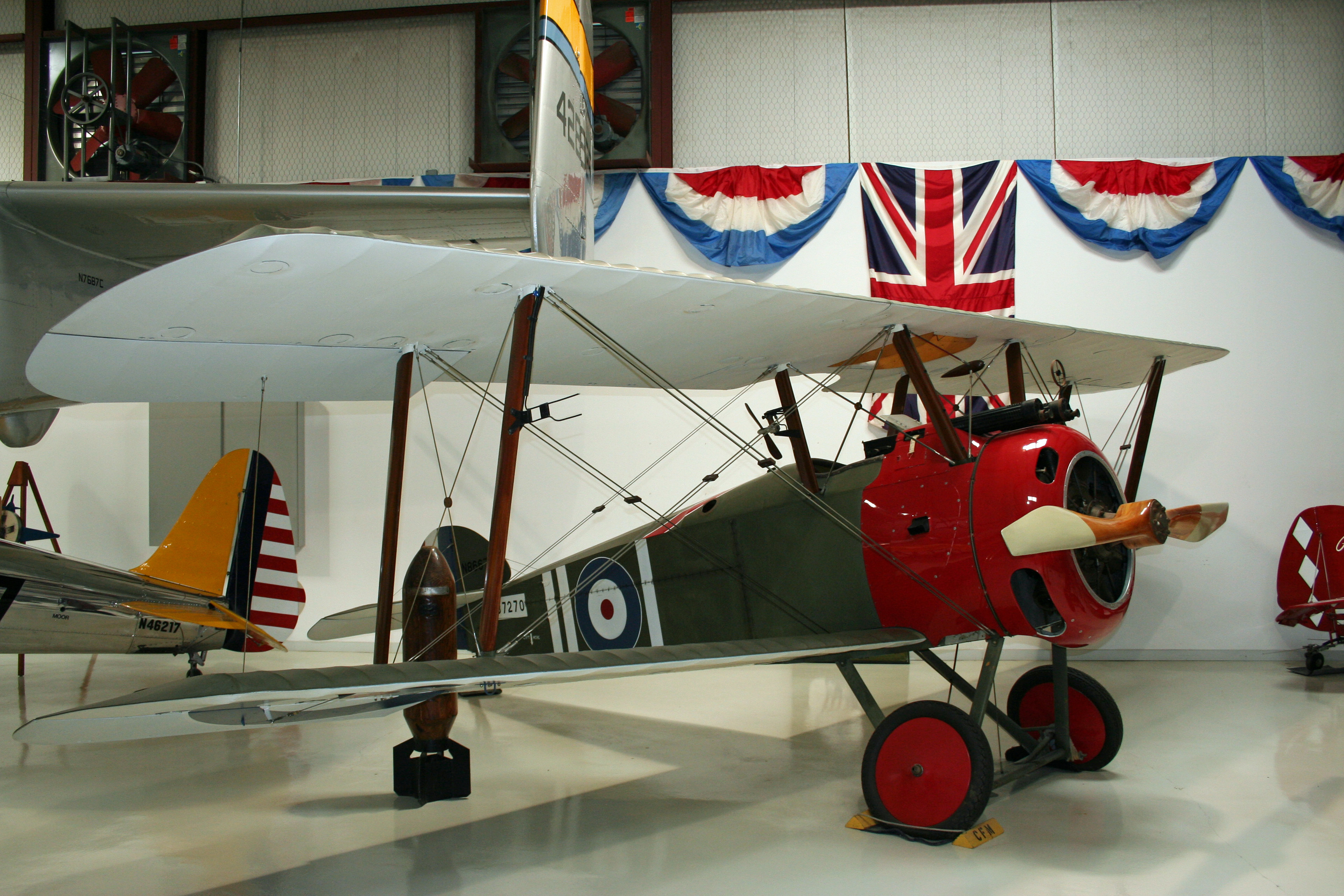
Il Sopwith Camel esposto presso il Cavanaugh Flight Museum.

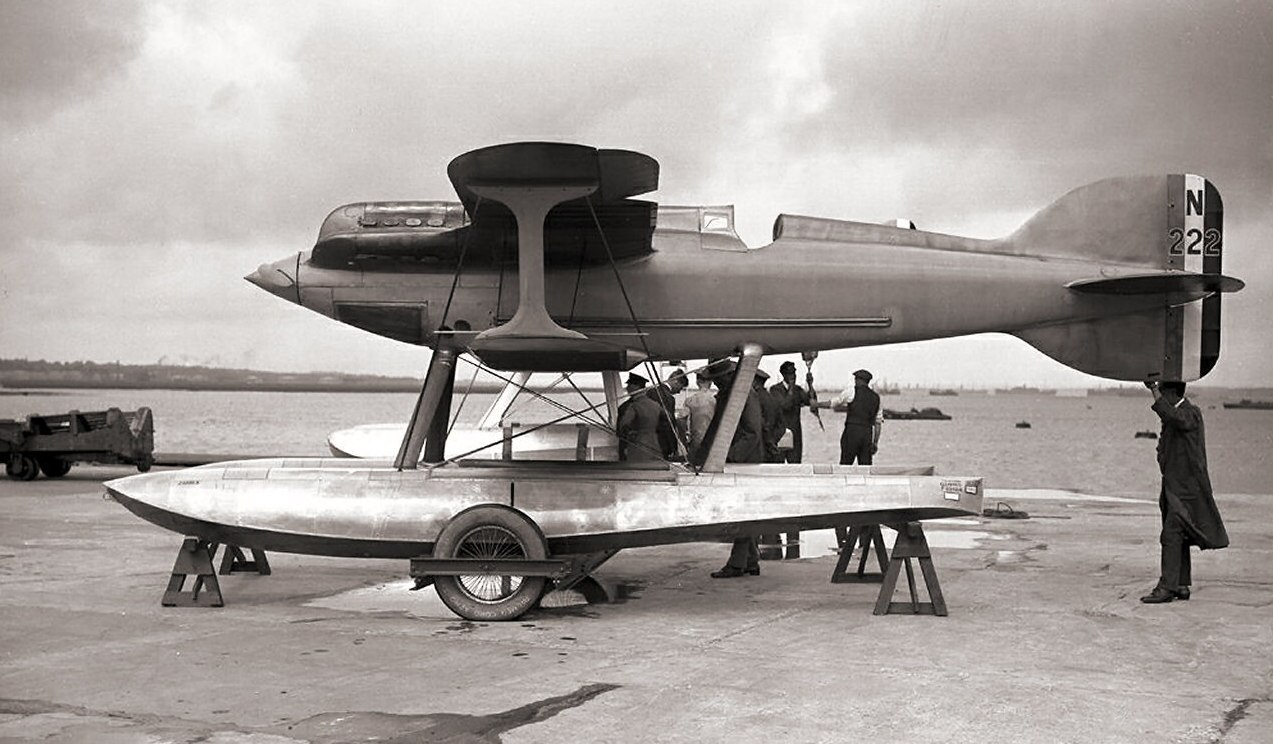
Il Gloster IVB fotografato a Calshot prima della partenza per Venezia, settembre 1927.

Nacque a Johannesburg, Sudafrica, il 25 febbraio 1897, figlio  di padre irlandese e madre scozzese che vi erano immigrati di recente. Nel settembre 1915, in piena prima guerra mondiale, si arruolò nella Royal Navy entrando quindi nel Royal Naval Air Service per completare l'addestramento come pilota a Eastbourne, in Sud Africa, entro la fine dell'anno. Servì successivamente nel 2 Wing RNAS durante la campagna di Gallipoli e qui, mentre pilotava un Bristol Scout, abbatté un Fokker E l'11 agosto 1916. Conseguì la seconda vittoria il 28 agosto 1916 mentre volava su un Nieuport e gli fu attribuita la terza mentre volava su un Nieuport.
Ammalatosi gravemente di malaria fu rimandato a casa per la convalescenza. Dopo il recupero, fu inviato in Inghilterra, dove suo fratello maggiore Thompson si stava addestrando a divenire pilota nel Royal Flying Corps, ma durante il suo secondo volo da solo, il 3 settembre 1917, Thompson morì in un incidente a Shoreham. Fu lui a firmare e ritirare gli effetti personali del fratello defunto.
Trasferito in servizio a 1 Naval Squadron di stanza a Dunkerque per pilotare i caccia Nieuport 17 sul fronte occidentale, si distinse sulla Somme e sul fronte di Ypres. il 17 settembre 1917 abbatte un biposto DFW C.V, cui ne seguì un altro il 17 ottobre, data in cui divenne asso. Nel mese di ottobre rivendicò altri tre vittorie, tra cui un caccia Albatros D.III il giorno 29.
Nel mese di novembre, completato l'addestramento al pilotaggio del nuovo Sopwith Camel, abbatte un caccia Pfalz D.III il giorno 12, e due caccia Albatros D.V il giorno 15. In dicembre rivendicò altre tre vittorie. Ritornò a conseguire vittorie nel mese di marzo 1918, a spese di quattro caccia Albatros D.V, e nel mese di aprile abbatte un triplano Fokker Dr.I il giorno 6. In maggio distrusse 6 caccia D.V., conseguendo due doppiette il giorno 15 e il giorno 30. Nel mese di luglio abbatte due Fokker D.VII, e altri 4 nel mese di agosto, con una doppietta il giorno 12. Al termine della grande guerra risultava aver conseguito 32 vittorie, divenendo l'asso principale del suo reparto, il No.201 Squadron RAF. Insignito della Distinguished Service Cross (DSC) il 22 febbraio 1917, con bar il 30 maggio 1918, e della Distinguished Flying Cross (DFC) il 3 agosto 1918, con bar il 2 novembre.
Entrato volontario nel No. 47 Squadron RAF, al comando di Raymond Collishaw, partì per la Russia per combattere nella guerra civile, assegnato come comandante della B Flight. Questo squadron operava da un apposito treno attrezzato. Prese parte alle operazioni in supporto alle truppe del generale Anton Ivanovič Denikin, e il 12 ottobre 1919 fu insignito del Distinguished Service Order per un cruciale attacco al suolo contro una divisione di cavalleria bolscevica, comandata da Boris Dumenko, vicino a Kotluban, che salvò la città di Tsaritsyn dalla cattura. Durante la sua presenza in Russia conseguì ulteriori 3 vittorie aeree a spese di altrettanti caccia Nieuport, il 30 settembre 1919 Chernyi Yar, il 7 ottobre a Dubovka, e il 18 ottobre a Peskovatka.
Nel 1921 fu assegnato come comandante al No.30 Squadron RAF con cui prestò servizio in Mesopotamia e poi in Kurdistan.
Nel 1927 fu selezionato per partecipare all'edizione della Coppa Schneider che si teneva quell'anno a Venezia, partecipandovi alla guida del Gloster IV. Qui fece registrare la velocità massima di 277,18 mph, ma dovette abbandonare la gara al quinto giro a causa di un guasto all'albero dell'elica.

### L'incidente mortale

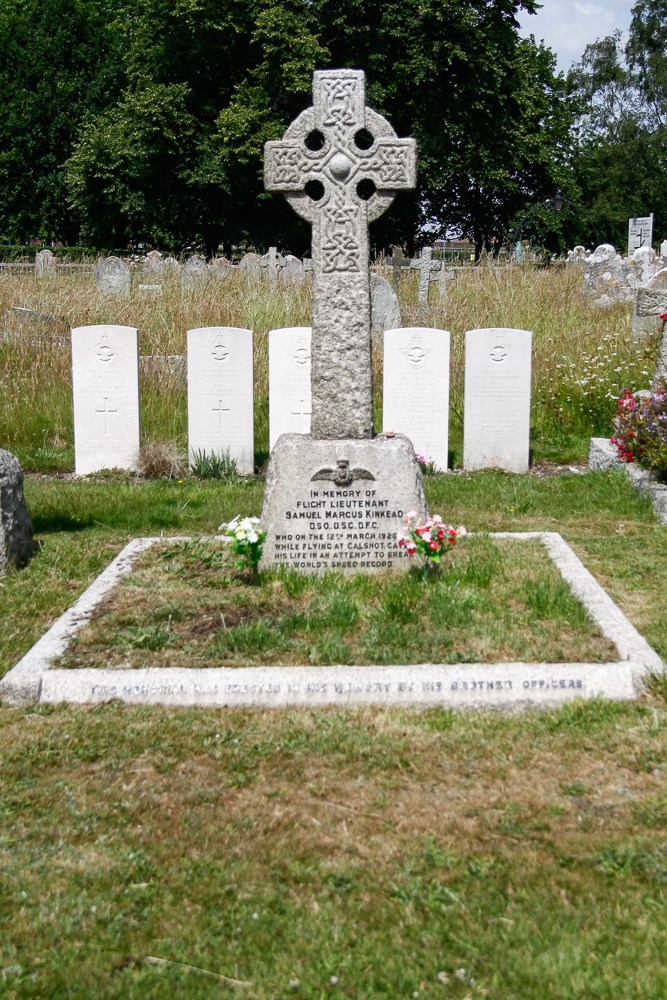
Tomba di Samuel Kinkead presso il cimitero della Chiesa di Tutti i Santi a Fawley.

Nel 1928, mentre era al comando del RAF High Speed Flight, rimase ucciso in un incidente di volo a Calshot mentre pilotava un Supermarine S.5 nel tentativo di battere il record mondiale di velocità per idrovolanti allora detenuto da Mario De Bernardi. Il velivolo decollò alle 16:00, e i testimoni dell'incidente, tra cui Henri Biard, dissero che il velivolo, mentre volava molto basso e molto veloce, alla prima virata si era infilato in acque basse vicino alla nave faro di Calshot. I soccorsi, a cura del RAF Motor Duty, furono immediati ma l'aereo fu recuperato due giorni dopo dalla nave salvataggio, e trovato diviso in due tronconi. I resti del velivolo furono subito trasportati sulla scalo di alaggio di Calshot per essere analizzati, ma apparentemente del pilota non vi era traccia. L'ispettore che analizzò i resti dello S.5 non trovò alcun difetto tecnico apparente, mentre il corpo di Kinkead fu trovato, sfigurato, compresso nel troncone di coda che dovette essere tagliato per potere estrarre la salma.
Sebbene né l'inchiesta della RAF né l'inchiesta del medico legale fossero state in grado di fornire una causa definitiva dell'incidente, David D'Arcy Alexander Grieg (il pilota prese il posto di Kinkead) aveva una sua teoria su ciò che era accaduto. Escludendo un guasto meccanico all'aereo perché troppo sottoposto a meticolosa manutenzione,  Grieg disse che Kinkead era rimasto ucciso da una combinazione di fattori tra cui il recupero da un attacco di malaria che lo avrebbe fatto sentire "un po' al di sotto della media". L'incidente era avvenuto a marzo e nel tardo pomeriggio, il mare era molto calmo e quindi era impossibile valutare con precisione l'altezza a cui volava l'aereo e c'era della nebbia, quindi il pilota non vedeva perfettamente l'orizzonte quando virava. Grieg pensò che i fumi del motore Napier Lion VII e il calore emesso dai radiatori dell'olio avessero trasformato l'abitacolo dello S.5 in un bagno turco estremamente caldo. L'autopsia, invece, non rivelò alcuna prova di avvelenamento da monossido di carbonio. Volando a oltre 300 mph e a non più di 150 piedi d'altezza Kinkead non aveva nessun tempo di reazione per evitare il disastro.
Il corpo del pilota fu tumulato presso il cimitero della chiesa di Tutti i Santi a Fawley.

### Annotazioni
1. ↑  La coppia aveva anche un secondo figlio, Thompson Calder Kinkead, nato intorno al 1893.

### Fonti
1. 1 2 3 4 5 6 7 8 9 10 11 12 13 14 15  Shores, Franks, Guest 1996, p. 225.
2. 1 2 3 4 5 6 7 8 9 10 11 12 13 14 15 16  Undereveryleaf.
3. ↑  Franks 2003, p. 12.
4. 1 2  Shores 2001, p. 77.
5. ↑  Shores 2001, p. 76.
6. 1 2 3  Franks 2003, p. 13.
7. ↑  Shores, Franks, Guest 1996, p. 226.
8. ↑  (EN) The London Gazette (PDF), n. 31847, 1º April 1920.
9. 1 2 3 4 5  The Aerodrome.
10. ↑  (EN) The London Gazette (PDF), n. 30536, 22 February 1918.
11. ↑  (EN) The London Gazette (PDF), n. 30654, 26 April 1918.
12. 1 2  (EN) The London Gazette (PDF), n. 30989, 2 November 1918.